# Spiritual Apocalypse
A Spiritual Apocalypse az amerikai Monstrosity death metal zenekar 2007-ben megjelent ötödik albuma. A lemezen új énekes mutatkozott be Mike Hrubovcak személyében. Érdekesség, hogy a Firestorm című dalban Kelly Shaefer is énekel az Atheistből. Az album, mind a kritikusok, mind a rajongók részéről igen pozitív kritikákban részesült.

## Számlista
1. "Spiritual Apocalypse" - 04:02
2. "Firestorm" - 04:48
3. "Apostles of the Endless Night" - 05:51
4. "Within Divisions of Darkness" - 04:19
5. "The Inhuman Race" - 05:12
6. "Remnants of Divination" - 06:11
7. "Illumination" - 00:46
8. "Sacred Oblivion" - 03:00
9. "The Bloodline Horror" - 06:23
10. "Triumph in Black" - 05:30

## Közreműködők
- Mike Hrubovcak - ének
- Kelly Shaefer (Atheist) vendégénekel a Firestorm-ban.
- Mark English - gitár
- Mike Poggione - basszusgitár
- Lee Harrison - dob